# Christophe Lalonde
Christophe Lalonde (* 12. Januar 1994 in Mirabel, Québec) ist ein kanadischer Eishockeyspieler.

## Werdegang
Der Flügelstürmer Christophe Lalonde spielte von 2010 bis 2015 in der Ligue de hockey junior majeur du Québec, eine der drei höchsten kanadischen Juniorenligen. Dabei spielte er zunächst in der Saison 2010/11 für die Lewiston MAINEiacs und erreichte mit seiner Mannschaft das Halbfinale. Das Team wurde am Saisonende aufgelöst und Lalonde wechselte zu den Moncton Wildcats. Dort erzielte er in der Saison 2013/14 in 64 Spielen 40 Tore, was seine erfolgreichste Saison im Junioreneishockey war. Während der folgenden Saison 2014/15 wechselte Lalonde ligaintern zu den Cataractes de Shawinigan. Außerdem kam er zweimal in der zweitklassigen Seniorenliga American Hockey League für die Adirondack Flames zum Einsatz, blieb dort aber ohne Torerfolg.
In der Saison 2015/16 spielte Lalonde zunächst dreimal für die Norfolk Admirals in der ECHL, ehe er kurzzeitig für die 3L de Rivière-du-Loup und die Marquis de Jonquière in der unterklassigen Ligue Nord-Américaine de Hockey. Noch während der Saison wechselte Lalonde zur McGill University, einer englischsprachigen Universität in Montréal. Dort spielte er bis 2020. Zur Saison 2020/21 wechselte Lalonde zum deutschen Oberligisten Herforder EV.